# Vanda petersiana
Vanda petersiana är en orkidéart som beskrevs av Rudolf Schlechter. Vanda petersiana ingår i släktet Vanda och familjen orkidéer. Inga underarter finns listade i Catalogue of Life.